# Justified (série télévisée)
Pour les articles homonymes, voir Justified.
Production
Diffusion
Chronologie
Justified: City Primeval
Justified (ou Justifié au Québec) est une série télévisée américaine contenant 78 épisodes de 42 minutes créée par Graham Yost (en) d'après le personnage des romans Pronto (en) et Beyrouth-Miami (en) d'Elmore Leonard et diffusée entre le 16 mars 2010 et le 14 avril 2015 sur FX et au Canada sur Super Channel puis rediffusée sur Showcase au printemps 2012. La série est ensuite diffusée internationalement sur la plateforme de vidéo à la demande Prime Video.
En France, la série est diffusée depuis le 20 janvier 2011 sur OCS Choc, le 5 février 2012 sur Série Club et depuis le 4 juillet 2012 sur M6 ; au Québec, depuis le 18 janvier 2013 sur AddikTV.
La mini-série Justified: City Primeval, qui fait suite à la série, est annoncée pour courant 2023. L'intrigue de déroule cette fois-ci à Détroit et puise dans le roman City Primeval: High Noon in Detroit (en) d'Elmore Leonard.

## Synopsis

### Saison 1
Après avoir abattu un fugitif à Miami, dans des circonstances discutables mais qu'il estime « justifiées », le deputy US Marshal Raylan Givens (en) (Timothy Olyphant) est transféré dans le Kentucky, et plus précisément à proximité du Comté de Harlan où il est né et a grandi. Il y retrouve ses racines mais aussi et surtout Boyd Crowder (Walton Goggins), camarade de jeunesse avec lequel il a travaillé à la mine, devenu entre-temps terroriste suprémaciste blanc et malfaiteur local notoire. Givens se donne alors pour principale mission de mettre un terme aux activités criminelles de Crowder, en usant de tous les moyens à sa disposition et en débordant régulièrement du cadre de la légalité.

## Distribution
Sauf indication contraire, les informations mentionnées dans cette section peuvent être confirmées par la base de données cinématographiques IMDb,  présente dans la section « Liens externes ».

### Acteurs principaux
- Timothy Olyphant (VF : Jean-Pierre Michaël) : US député marshal Raylan Givens (en)
- Nick Searcy (VF : Alain Choquet) : US député adjoint chef Art Mullen
- Joelle Carter (VF : Virginie Kartner) : Ava Crowder
- Erica Tazel (VF : Anaïs Navarro) : US Député Rachel Brooks
- Jacob Pitts (VF : Olivier Chauvel) : US Député Tim Gutterson
- Natalie Zea (VF : Amandine Pommier) : Winona Hawkins, ex-femme de Raylan Givens et sténographe (saisons 1 à 3, récurrent saisons 4, 5 & 6)
- Walton Goggins (VF : Mathias Kozlowski) : Boyd Crowder, un criminel et ancienne connaissance de Raylan (récurrent saison 1, principal à partir de la saison 2)
- Jere Burns (VF : Nicolas Marié) : Wynn Duffy, un membre de la mafia de Dixie (récurrent saisons 1 à 4, principal à partir de la saison 5)

Photos des acteurs principaux
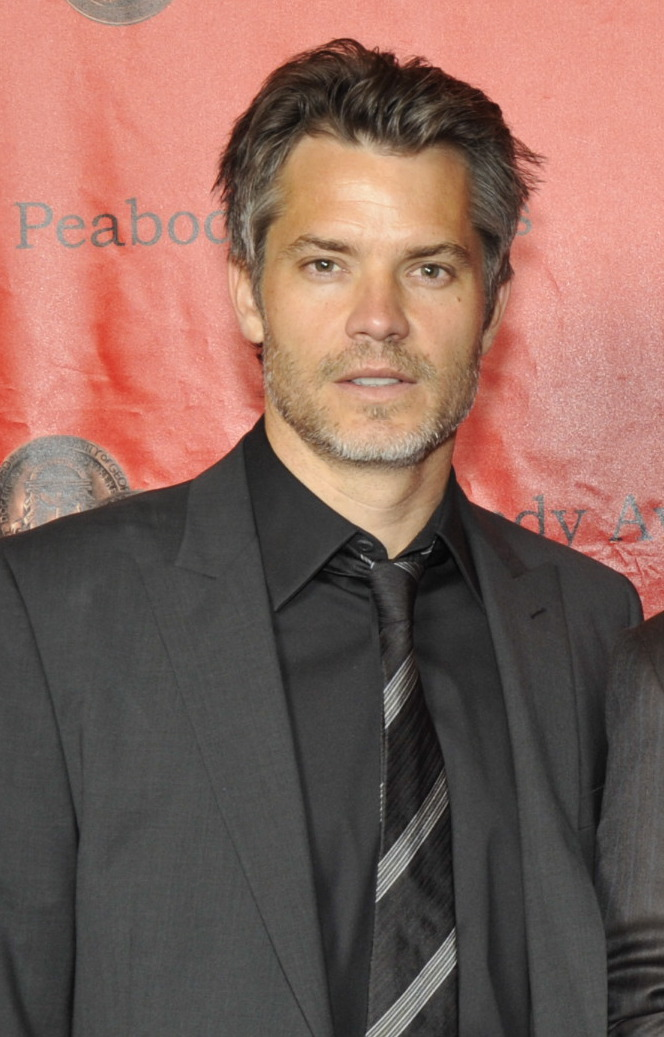
Timothy Olyphant interprète Raylan Givens (en)
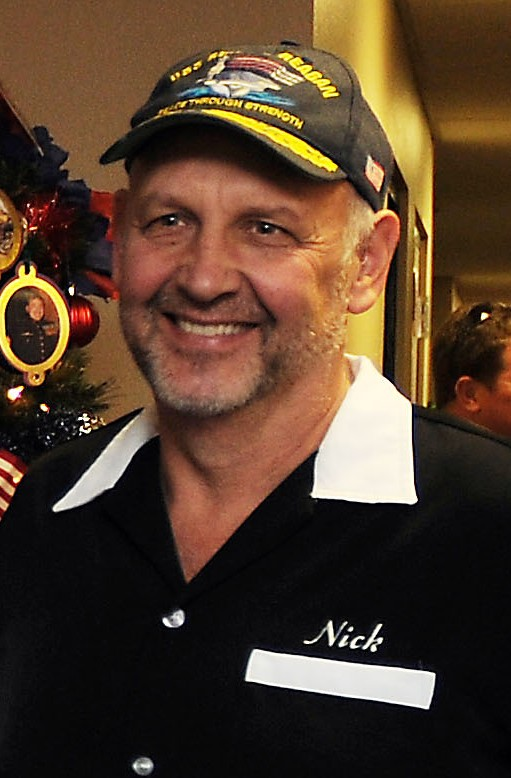
Nick Searcy interprète Art Mullen
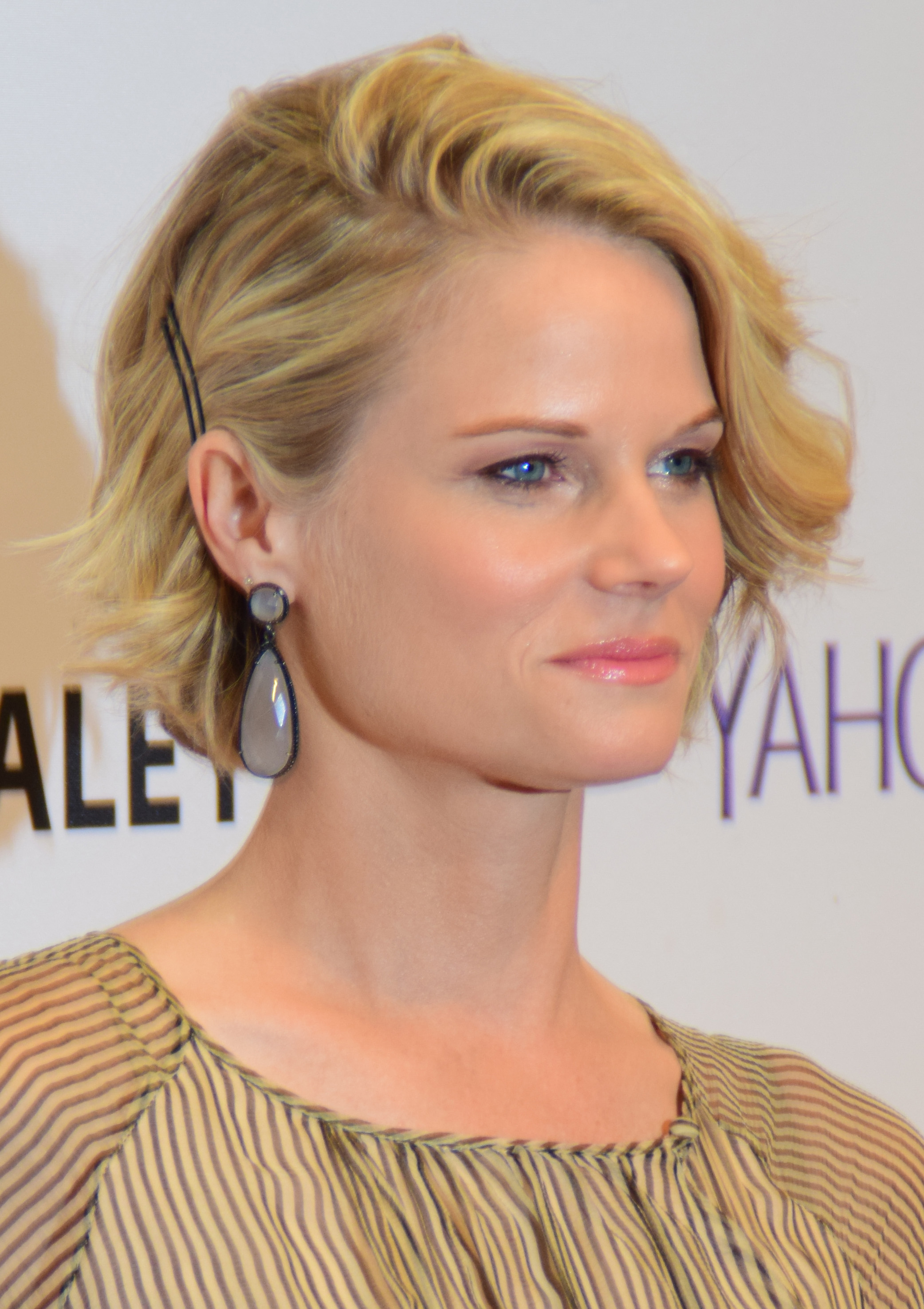
Joelle Carter interprète Ava Crowder
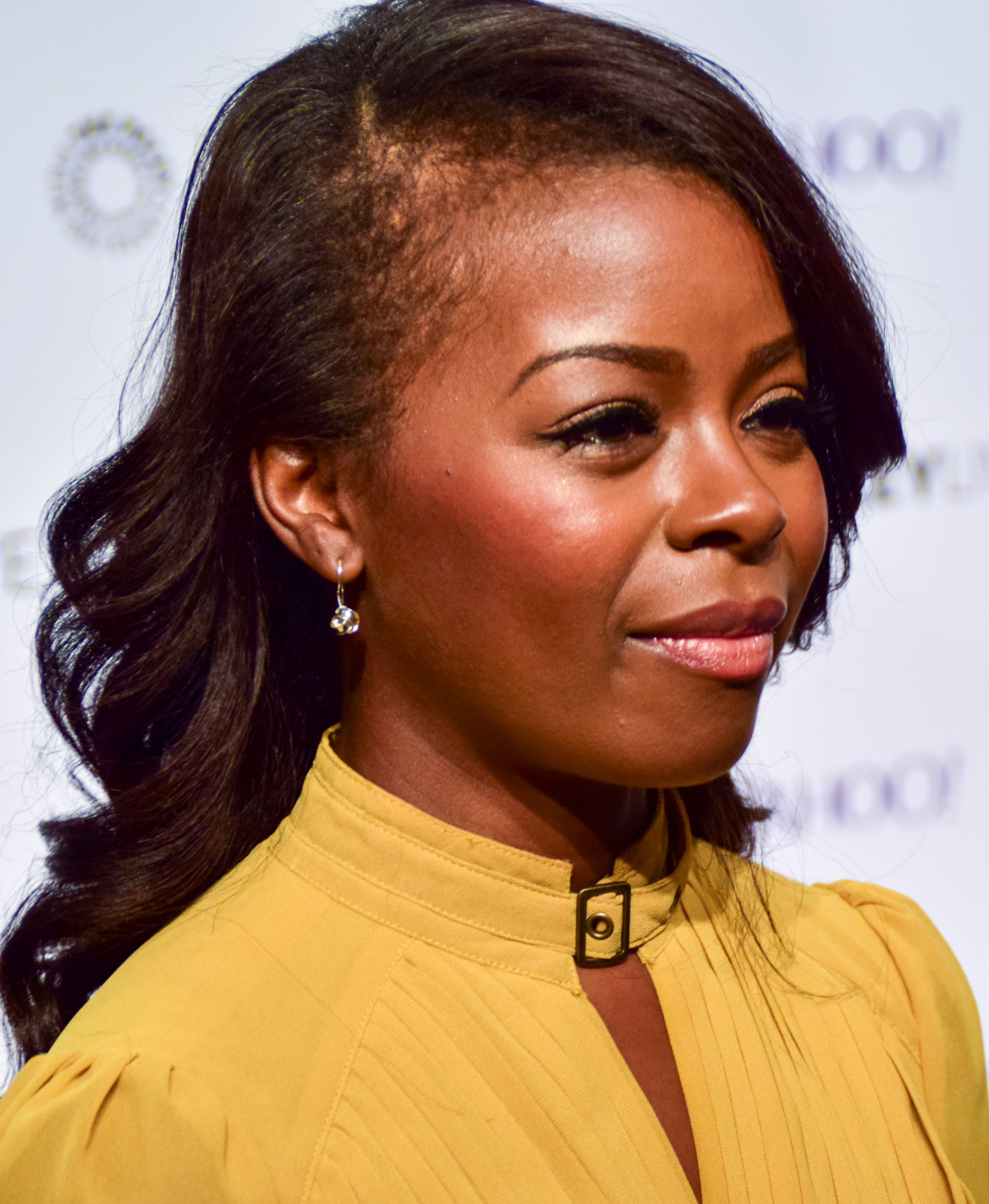
Erica Tazel interprète Rachel Brooks
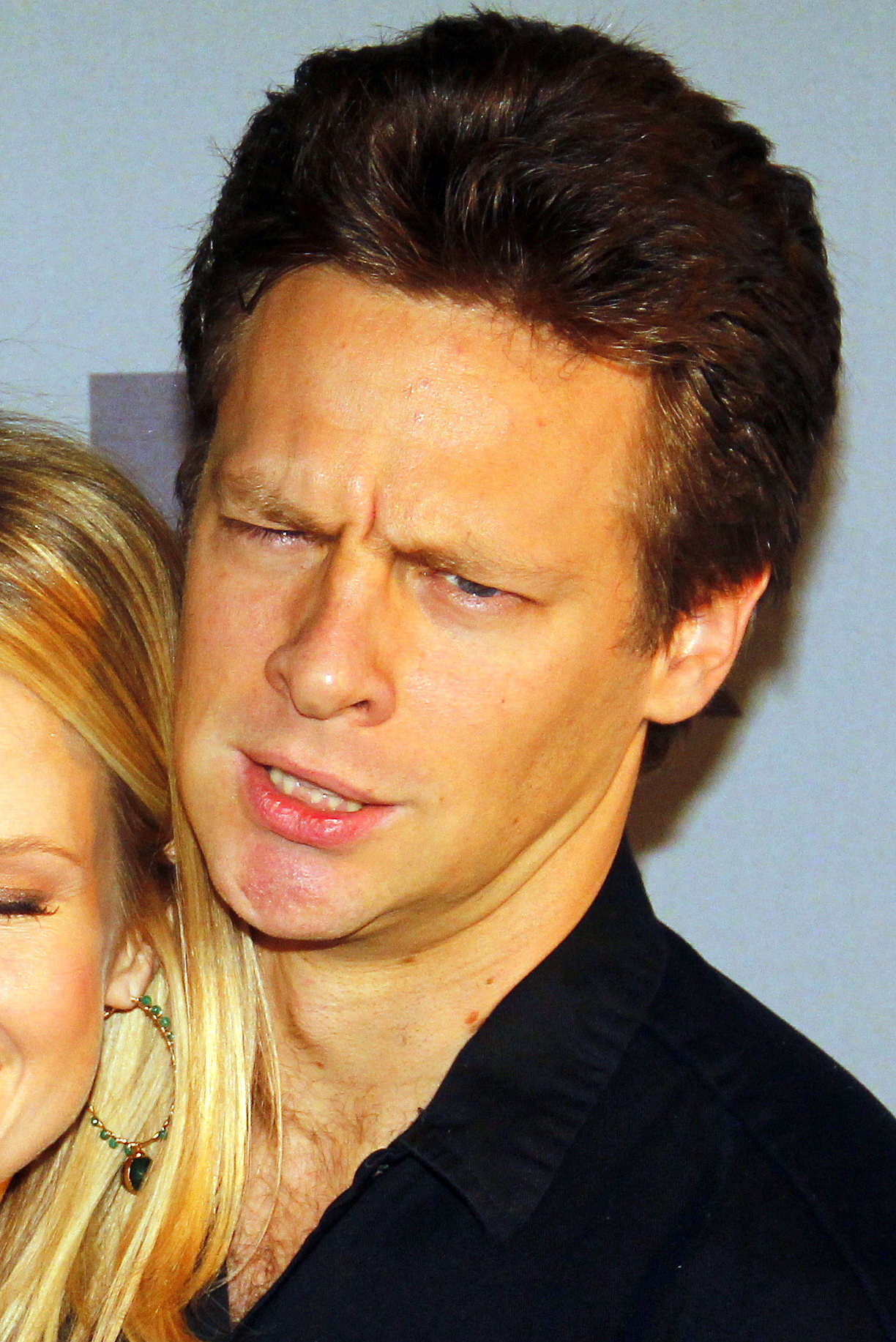
Jacob Pitts interprète Tim Gutterson
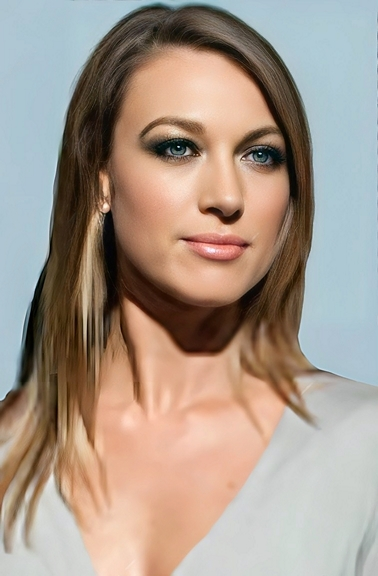
Natalie Zea interprète Winona Hawkins
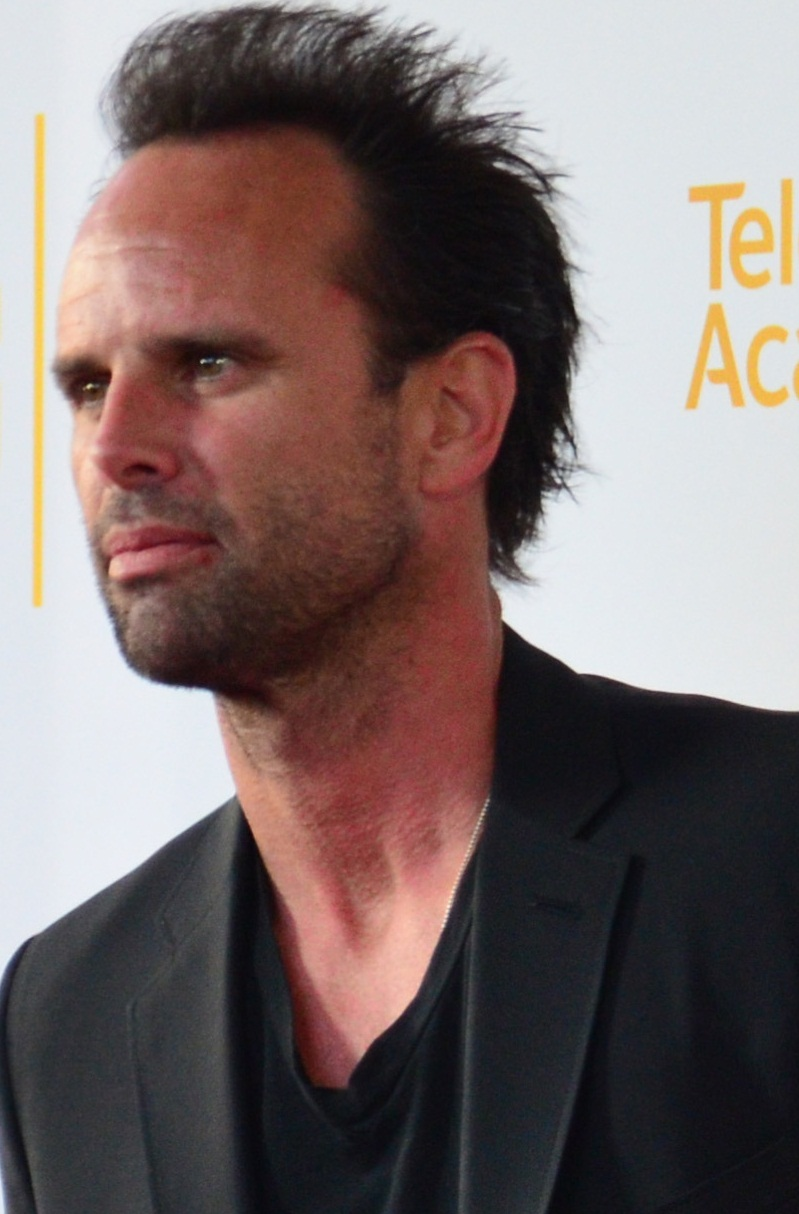
Walton Goggins interprète Boyd Crowder

### Acteurs récurrents
- Damon Herriman (VF : Vincent Barazzoni) : Dewey Crowe (saison 1 à 3, 5 et 6)
- David Meunier (VF : Patrick Béthune) : Johnny Crowder (saisons 1 à 5)
- Rick Gomez (VF : Sylvain Agaësse) : David Vasquez (saison 1 et 3 à 6)
- Linda Gehringer (VF : Martine Meirhaeghe) : Helen Givens (saisons 1, 2 et 3)
- Raymond J. Barry (VF : Pierre Dourlens) : Arlo Givens (saison 1 à 4 et 6)
- Stephen Root (VF : Jean-Pierre Gernez) : Juge Reardon (saison 1, 2, 3 et 5)
- Brent Sexton (VF : Lionel Tua) : Shériff Hunter (saison 1 et 4)
- William Ragsdale (VF : Pascal Germain) : Gary Hawkins (saisons 1 à 3)
- Jordi Caballero : Gio Reyes (saison 1 et 2)
- Alexandra Barreto (VF : Ethel Houbiers) : Pilar (saison 1 et 2)
- M. C. Gainey (VF : François Siener) : Bo Crowder (saison 1)
- David Eigenberg (VF : Guillaume Lebon) : Arnold Pinter (saison 1)
- Kaitlyn Dever (VF : Leslie Lipkins) : Loretta McCready (saison 2, 3, 5 et 6)
- Jeremy Davies (VF : Franck Capillery) : Dickie Bennett (saison 2, 3, 5 et 6)
- Abby Miller (en) (VF : Alice Taurand) : Ellen May (saison 2 à 4 et 6)
- Jonathan Kowalsky (VF : Christophe Desmottes) : Mike (saisons 2 à 5)
- William Gregory Lee (VF : Éric Aubrahn) : Nick Mooney (saisons 2 à 5)
- Mickey Jones : Rodney « Hot Rod » Dunham (saison 2, 3 et 5)
- James Legros : Wade Masser (saison 2, 3 et 5)
- Jim Beaver (VF : Jacques Bouanich) : le shérif Shelby (saisons 2 à 4)
- Peter Murnik (en) (VF : Serge Biavan) : Trooper Tom Bergen (saisons 2 et 3)
- Casey Sander (VF : Philippe Catoire) : Charlie Weaver (saisons 2 et 3)
- Richard Speight Jr. (VF : Constantin Pappas) : Jed Berwind (saisons 2 et 3)
- Randolph Adams (VF : Rémi Caillebot) : Dr Stern (saison 2 et 3)
- Margo Martindale (VF : Coco Noël) : Mags Bennett (saison 2)
- Joseph Lyle Taylor (VF : Mathieu Buscatto) : Doyle Bennett (saison 2)
- Brad William Henke (VF : Jean-Luc Atlan) : Coover Bennett (saison 2)
- Rebecca Creskoff (VF : Frédérique Tirmont) : Carol Johnson (saison 2)
- Mykelti Williamson (VF : Frantz Confiac) : Ellstin Limehouse (saisons 3, 4 et 6)[3]
- Demetrius Grosse (en) (VF : Jean-Baptiste Anoumon) : Errol (saisons 3 et 6)
- Jesse Luken (VF : Guillaume Toucas) : Jimmy (saisons 3 à 5)
- Max Perlich (VF : David Krüger) : Sammy Tonin (saisons 3 à 5)
- Adam Arkin : Theo Tonin (saisons 3 et 5)
- David Andrews (VF : Philippe Peythieu) : le shérif Tillman Napier (saisons 3 et 4)
- Stephen Tobolowsky (VF : Bernard Alane) : agent Jerry Barkley (saisons 3 et 4)
- Jenn Lyon (VF : Émilie Duchénoy) : Lindsey Salazar (saisons 3 et 4)
- Cleavon McClendon (VF : Yoann Moës) : Bernard (saisons 3 et 4)
- Neal McDonough (VF : Bruno Dubernat) : Robert Quarles (saison 3)[3]
- Todd Stashwick (VF : Thierry Kazazian) : Ash Murphy (saison 3)
- Tate Ammons (VF : Thierry Walker) : Rip Bell (saison 3)
- Clayne Crawford (VF : Thibaut Belfodil) : Lance (saison 3)
- Brendan McCarthy (VF : Stéphane Bazin) : Tanner (saison 3)
- Patton Oswalt (VF : Jérôme Wiggins) : Bob Sweeney (saisons 4 et 6)
- John Kapelos (VF : Achille Orsoni) : Picker (saison 4 et 5)
- Sam Anderson (VF : Jean-Pierre Leroux) : Lee Paxton (saisons 4 et 5)
- Ron Eldard (VF : Emmanuel Gradi) : Colton « Colt » Rhodes (saison 4)
- Lindsay Pulsipher (VF : Dorothée Pousséo) : Cassie St. Cyr (saison 4)
- Joseph Mazzello (VF : Jérémy Prévost) : Billy St. Cyr (saison 4)
- Brian Howe (VF : Stéphane Bazin) : Arnold (saison 4)
- Robert Baker (VF : Loïc Rajouan) : Randall Kusik (saison 4)
- Mike O'Malley (VF : Jean-Pascal Quilichini) : Nicky Augustine (saison 4)
- Cathy Baron (VF : Amandine Maudet) : Teri (saison 4)
- Ned Bellamy (VF : Régis Lang) : Gerald Johns (saison 4)
- Aja Evans (VF : Caroline Espargilière) : Sharon Edmunds (saison 4)
- Mary Steenburgen (VF : Danièle Douet) : Katherine Hale (saisons 5 et 6)
- Justin Welborn (VF : Christophe Lemoine) : Carl (saisons 5 et 6)
- Aubrey Wood (VF : Clémentine Domptail) : Mina (saisons 5 et 6)
- Danny Strong (VF : Sébastien Desjours) : Albert Fekus (saisons 5 et 6)
- Bill Tangradi (VF : François Delaive) : Cyrus (saisons 5 et 6)
- Michael Rapaport (VF : Ludovic Baugin) : Daryl Crowe (saison 5)
- Jacob Lofland (VF : Jean-Charles Deval) : Kendal Crowe (saison 5)
- Alicia Witt (VF : Ariane Aggiage) : Wendy Crowe (saison 5)
- A. J. Buckley (VF : Benoît DuPac) : Danny Croye (saison 5)
- Kaitlin Ferrell (VF : Maureen Diot) : Teena (saison 5)
- Karolina Wydra (VF : Alexia Lunel) : Mara Paxton (saison 5)
- Edi Gathegi (VF : Jean-Baptiste Anoumon) : Jean-Baptiste (saison 5)
- Will Sasso (VF : Michel Laroussi) : Al Sura (saison 5)
- Amy Smart (VF : Olivia Nicosia) : Allison (saison 5)
- Steve Harris (VF : Gilles Morvan) : Roscoe (saison 5)
- Wood Harris (VF : Jean-Paul Pitolin) : Jay (saison 5)
- Shashawnee Hall (VF : Jean-Philippe Desrousseaux) : Ed Kirkland (saison 5)
- Danielle Panabaker (VF : Edwige Lemoine) : Penny (saison 5)
- Justin Huen (VF : Olivier Cordina) : Alberto Ruiz (saison 5)
- Casey McCarthy (VF : Laurence Charpentier) : Gretchen Swift (saison 5)
- Dale Dickey (VF : Odile Schmitt) : Judith (saison 5)
- Deidrie Henry (VF : Isabelle Leprince) : Rowena (saison 5)
- Jason Gray-Stanford (VF : Alexis Victor) : Dylan « Dilly » Crowe (saison 5)
- Sam Elliott[4] (VF : Patrick Raynal) : Avery Markham (saison 6)
- Garret Dillahunt[4] (VF : Vincent Ropion) : Ty Walker (saison 6)
- Jonathan Tucker (VF : Thierry Wermuth) : Boon (saison 6)
- Jeff Fahey (VF : Jean Barney) : Zachariah Randolph (saison 6)
- Brad Leland (en) : Calhoun Schreiber (saison 6)

### Invités
- Alan Ruck : Roland Pike (saison 1)
- Brett Cullen : Greg Davi (saison 1)
- Robert Picardo : Karl Hanselman
- W. Earl Brown : Cal Wallace (saison 1)
- Tony Hale : David Mortimer (saison 1)
- Ray McKinnon : M. Duke (saison 1)
- Chadwick Boseman : Ralph  Beeman  (saison 2)
- Scott Wilson : Frank Reasoner (saison 2)
- Carla Gugino (VF : Marjorie Frantz) : Karen Goodall (saison 3)
- Pruitt Taylor Vince : Glen Fogle (saison 3)
- Maggie Lawson : Leyla (saison 3)
- Michael Ironside : Sarno (saison 3)
- David Koechner : Député Greg Sutter (saisons 5 et 6)
- Alan Tudyk : Elias Marcos (saison 5)
- Eric Roberts : l'agent Miller (saison 5)
- William Forsythe : Michael (saison 5)
- Jake Busey : Lewis Mago (saison 5)
- Brent Briscoe : Luther Kent (saison 6)
- Shea Whigham : Merrill (saison 6)

 Source et légende : version française (VF) sur RS Doublage

## Épisodes

### Première saison (2010)
1. Un homme en colère (Fire in the Hole)
2. Braqueurs amateurs (Riverbrook)
3. Western (Fixer)
4. Dent pour dent (Long in the Tooth)
5. Épitaphe (The Lord of War and Thunder)
6. De haine et de poussière (The Collection)
7. Permis de tuer (Blind Spot)
8. Plus rien à perdre (Blowback)
9. Stetson Blues (Hatless)
10. Mike la massue (The Hammer)
11. Les Vieux de la vieille (Veterans)
12. Père et Fils (Fathers and Sons)
13. Le Verdict de plomb (Bulletville)

### Deuxième saison (2011)
Le 3 mai 2010, la série est renouvelée pour une deuxième saison de treize épisodes diffusée depuis le 9 février 2011.
1. Le Pays de l'or vert (The Moonshine War)
2. Le Coût d'une vie (The Life Inside)
3. Le Bon, l'Abruti et les Truands (The I of the Storm)
4. Affaires de familles (For Blood or Money)
5. Mauvaise Graine (Cottonmouth)
6. Baroud d'honneur (Blaze of Glory)
7. Pour elle (Save My Love)
8. Qui terre a, guerre a (The Spoil)
9. La Brebis galeuse (Brother's Keeper)
10. L'Heure des comptes (Debts and Accounts)
11. Un cri dans la nuit (Full Commitment)
12. Jour de deuil (Reckoning)
13. Vengeance aveugle (Bloody Harlan)

### Troisième saison (2012)
FX lance une troisième saison de 13 épisodes le 29 mars 2011 dont la diffusion a débuté le 17 janvier 2012.
1. Le Pic à Glace (The Gunfighter)
2. Protéger et périr (Cut Ties)
3. La Roulette de Harlan (Harlan Roulette)
4. Pas de sympathie pour Devil (The Devil You Know)
5. Organes vitaux (Thick as Mud)
6. Razzia sur l'oxy (When the Guns Come Out)
7. La caravane passe (The Man Behind the Curtain)
8. Feux croisés (Watching the Detectives)
9. Terrain miné (Loose Ends)
10. Saloon (Guy Walks Into a Bar)
11. Associations de malfaiteurs (Measures)
12. Le Trésor des Bennett (Coalition)
13. À l'abattoir ! (Slaughterhouse)

### Quatrième saison (2013)

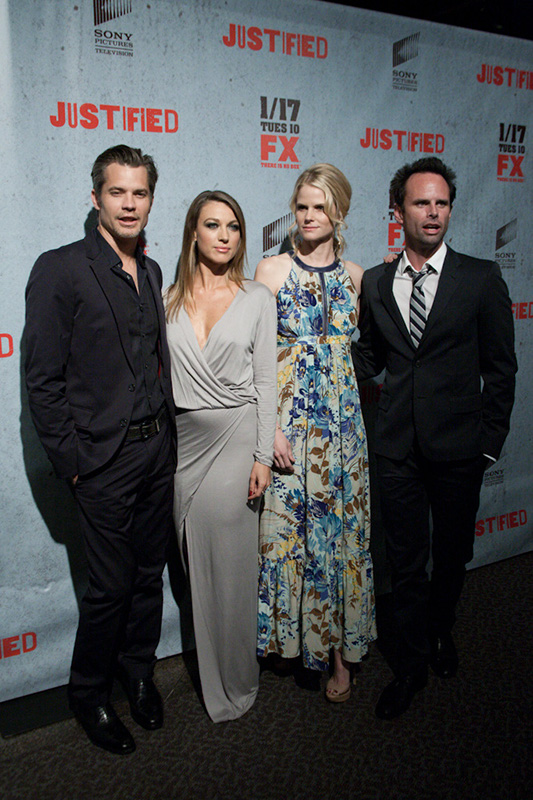
Le quatuor central des trois premières saisons de la série : Timothy Olyphant, Natalie Zea, Joelle Carter et Walton Goggins. Avril 2013.

Le 6 mars 2012, FX renouvèle la série pour une quatrième saison de treize épisodes diffusée depuis le 8 janvier 2013.
1. Droit dans le mur (Hole in the Wall)
2. Où est Waldo ? (Where's Waldo?)
3. Nœud de vipère (Truth and Consequences)
4. L'oiseau s'est envolé (The Bird Has Flown)
5. Délivrance (Kin)
6. Sur le pied de guerre (Foot Chase)
7. Série Z (Money Trap)
8. Hors-la-loi (Outlaw)
9. Fais-moi peur, shérif (The Hatchet Tour)
10. Chasse à l'homme (Get Drew)
11. La Horde sauvage (Decoy)
12. L'Esprit en paix (Peace of Mind)
13. Périr sur le glaive (Ghosts)

### Cinquième saison (2014)
Le 28 mars 2013, la série est renouvelée pour une cinquième saison de treize épisodes, diffusée depuis le 7 janvier 2014.
1. Famille je vous hais (A Murder of Crowes)
2. Y a plus de jeunesse (The Kids Aren't All Right)
3. Un cousin qui vous veut du bien (Good Intentions)
4. Cadavre baladeur (Over the Mountain)
5. La Gâchette facile (Shot All to Hell)
6. Plan B (Kill the Messenger)
7. Attrape-moi si tu peux (Raw Deal)
8. Le Convoi de l'extrême (Whistle Past the Graveyard)
9. On peut toujours rêver (Wrong Roads)
10. Envers et contre tous (Weight)
11. Le Tout pour le tout (The Toll)
12. Pris à la gorge (Starvation)
13. Un dernier pour la route (Restitution)

### Sixième saison (2015)
Le 14 janvier 2014, la série est renouvelée pour une sixième saison finale de treize épisodes. Cette saison est la dernière sur décision du producteur exécutif Graham Yost et de l'acteur principal et producteur Timothy Olyphant. Elle est diffusée à partir du 20 janvier 2015.
1. La Fin d'une époque (Fate's Right Hand)
2. Double-jeu (Cash Game)
3. Noblesse Oblige (Noblesse Oblige)
4. Jeux dangereux (The Trash and The Snake)
5. Un nouvel espoir (Sounding)
6. L'Hospitalité du Sud (Alive Day)
7. La Chasse (The Hunt)
8. Chacun sa part d'ombre (Dark as a Dungeon)
9. Harlan pur jus (Burned)
10. Une question de confiance (Trust)
11. Nouvelles priorités (Fugitive Number One)
12. Dommages collatéraux (Collateral)
13. Au bout de la route (The Promise)

## Accueil

### Audiences

#### Aux États-Unis
| Saison | Saison | Nombre d'épisodes | Diffusion originale sur FX | Diffusion originale sur FX | Année | Audience moyenne (en millions) | Audience moyenne (en millions) | Audience moyenne (en millions) |
| Saison | Saison | Nombre d'épisodes | Début de saison            | Fin de saison              | Année | Première                       | Finale                         | Moyenne                        |
| ------ | ------ | ----------------- | -------------------------- | -------------------------- | ----- | ------------------------------ | ------------------------------ | ------------------------------ |
|        | 1      | 13                | 16 mars 2010               | 8 juin 2010                | 2010  | 4,16                           | 2,03                           | 2,23                           |
|        | 2      | 13                | 9 février 2011             | 4 mai 2011                 | 2011  | 3,47                           | 2,68                           | 2,65                           |
|        | 3      | 13                | 17 janvier 2012            | 10 avril 2012              | 2012  | 3,07                           | 2,66                           | 2,41                           |
|        | 4      | 13                | 8 janvier 2013             | 2 avril 2013               | 2013  | 3,59                           | 2,25                           | 2,42                           |
|        | 5      | 13                | 7 janvier 2014             | 8 avril 2014               | 2014  | 2,84                           | 2,37                           | 2,29                           |
|        | 6      | 13                | 20 janvier 2015            | 14 avril 2015              | 2015  | 2,17                           | 2,24                           | 1,58                           |

### Critiques
L'accueil de la critique est globalement positif :
- Nancy DeWolf Smith du Wall Street Journal y voit un nouveau genre ou à la croisée des genres polar et western et une série fraîche[22]. Télérama évoque pour sa part une série « bien filmée, truffée de répliques cinglantes »[23].
- Sur l'agrégateur de critiques de presse, Metacritic, la première saison obtient un total de 81⁄100 et a obtenu la note globale de 9⁄10, par les utilisateurs[24].
- La seconde saison obtient un total de 91⁄100 et a obtenu la note globale de 9,1⁄10, par les utilisateurs[25].
- La troisième saison obtient un total de 89⁄100 et a obtenu la note globale de 8,7⁄10, par les utilisateurs[26].
- La quatrième saison obtient un total de 90⁄100 et a obtenu la note globale de 8,7⁄10, par les utilisateurs[27].
- La cinquième saison obtient un total de 84⁄100 et a obtenu la note globale de 8,5⁄10, par les utilisateurs.
- La sixième saison obtient un total de 89⁄100 et a obtenu la note globale de 8,3⁄10, par les utilisateurs.
- Sur Rotten Tomatoes le score d'opinions positives est respectivement de 93 %, 100 %, 96 %, 100 %, 96 % et 100 % pour les saisons 1 à 6[28].

## Commentaires
- « Justified » (Justifié) est le terme employé par le héros pour expliquer, dans les premiers épisodes, le fait qu'il ait abattu de sang froid le criminel qu'il poursuivait au moment où celui-ci s'apprêtait à sortir une arme. Il est traduit par « légitime défense », dans la version sous-titrée.
- En janvier 2011, à l’issue de sa première semaine d’exploitation, le coffret DVD de la première saison s’était écoulé à plus de 80 000 exemplaires sur le sol américain. Une performance qui faisait de Justified la meilleure vente pour une série sur ce support cette semaine-là. En termes de recettes, celle-ci rapportait alors 1 616 751 $[29].

## DVD (France)
La série est sortie chez Sony Pictures Entertainment :
- Intégrale Saison 1 coffret 3 DVD le 25 janvier 2012[30].
- Intégrale Saison 2 coffret 3 DVD le 5 septembre 2012[31].
- Intégrale Saison 3 coffret 3 DVD le 4 septembre 2013[32].
- Intégrale Saison 4 coffret 3 DVD le 8 octobre 2014[33].
- Intégrale Saison 5 coffret 3 DVD le 1er décembre 2014[34].
- Intégrale Saison 6 coffret 3 DVD le 4 novembre 2015[35].
- Intégrale des 3 premières saisons coffret 12 DVD le 16 octobre 2013[36].
- Intégrale de la série coffret 18 DVD le 4 novembre 2015[37].